# House Blend
House Blend fue un piloto para una serie de televisión escrita por Anne Flett-Giordano y Cuck Ranberg y dirigida por John Whitesell. Fue hecha por Paramount Network Television. El piloto salió al aire el 1 de mayo de 2002.

## Elenco
| Actor            | Papel           |
| ---------------- | --------------- |
| Amy Yasbeck      | Sally Harper    |
| Dan Cortese      | Dave Reed       |
| Sean Faris       | Chris Reed      |
| Alexandra Chando | Jenna Harper    |
| Greg Cipes       | Chopper         |
| Josh Hutcherson  | Nicky Harper    |
| Macey Cruthird   | Courtney Harper |